# Escuela Massana
La Escuela Massana (en catalán Escola Massana) es un centro educativo público de arte y diseño  situado en El Raval, el céntrico barrio de la ciudad de Barcelona. Es el centro de formación en Artes más antiguo de la ciudad, fundado en 1929. 

## Historia
Fue fundada el 14 de enero de 1929 como institución cultural y tiene como objetivo la enseñanza del arte y el diseño,  gracias al legado del pastelero y filántropo barcelonés Agustí Massana i Pujol. Tuvo su sede original en el antiguo edificio del Hospital de la Santa Cruz, y actualmente en el nuevo edificio en Plaza de la Garduña, junto al Mercado de la Boquería.
El gobierno municipal llevó a cabo la construcción del nuevo edificio de la actual sede de la Escuela Massana, formando parte del proyecto urbanístico de remodelación de la plaza de la Garduña, en el barrio del Raval. La arquitecta Carme Pinós es autora del proyecto del nuevo edificio de la escuela, cuya construcción se inició en 2015  y fue inaugurado para el curso 2017-2018.
La escuela ofrece tres niveles de enseñanza: bachillerato artístico, formación superior (ciclos formativos de grado superior, y graduado universitario en artes y diseño), formación continua (cursos de formación no reglada, tanto de iniciación como de especialización, reconocidos por el Departamento de Educación de la Generalidad de Cataluña y cursos de especialización de la Universidad Autónoma de Barcelona (créditos de libre elección de la UAB).
A lo largo de sus más de 90 años de historia, la Escuela Massana ha ido incorporando el aprendizaje de técnicas y oficios (1929) y de las artes visuales (1941) hasta los años 60, en que se iniciaron los estudios de diseño coincidiendo con la implantación de un nuevo plan de estudios que regulaba el reconocimiento oficial de nuevas profesiones como el diseño, en sus diferentes especialidades: Plástica, Publicitaria, Diseño Industrial y Decoración.
Desde el curso 1997-98 la escuela se ha ido configurando como un centro de enseñanza pública de artes y diseño donde se desarrollan estudios en artes aplicadas, artes visuales y diseño en cuatro ámbitos pedagógicos diferentes que abarcan todos los niveles educativos y las necesidades de aprendizaje a lo largo de la vida. desde las enseñanzas iniciales, bachillerato artístico hasta la formación específica en los niveles superiores , tanto universitarios, Graduado en Artes y Diseño como no universitarios, ciclos formativos de grado Superior de Artes Plásticas y Diseño, pasando por la formación continua y cursos de especialización (Formación Continua, Massana Permanent).
Desde sus inicios el centro ha apostado por la experimentación y el desarrollo de las cualidades personales de los alumnos, tomando como metodología el desarrollo del proyecto como proceso de comunicación y transmisión de conocimiento. Más allá del aprendizaje de un oficio o de una disciplina, el centro ha querido incidir en la formación artística y el desarrollo personal de su alumnado.